# Пердикка (военачальник Эвмена из Кардии)
Пердикка (др.-греч. Περδίκκας) — военачальник IV века до н. э.
Исторические источники не сообщают о начале карьеры Пердикки, но, по предположению канадского исследователя В. Хеккеля, Пердикка принимал участие в азиатском походе Александра Македонского.
Во время последовавших после смерти Александра в 323 году до н. э. войн диадохов Пердикка, по оценке Диодора Сицилийского, являлся одним из «выдающихся» военачальников Эвмена из Кардии. Однако когда весной 320 года до н. э. Антигон Одноглазый выступил против кардийца, находившийся в Каппадокии Пердикка во главе трёх тысяч пехотинцев и пятисот всадников оставил своего начальника. За ними с верными Эвмену воинами устремился Феникс из Тенедоса. Мятежников удалось захватить врасплох во время ночного сна и пленить. При этом простые солдаты получили прощение, а их командиры — казнены.